# Rari Nantes Cagliari
La Rari Nantes Cagliari è una delle principali società sportive della Sardegna.
La squadra di pallanuoto venne fondata nel 1909 da un gruppo di persone "innamorate del mare": Mario Carlomagno, Attilio Pagliarello, Raimondo Usai, Umberto Sanguinetti, Guglielmo Schilich ed Enrico Congiu.
La prima sede della Rari Nantes era una baracca sul molo di fronte alla vecchia Capitaneria alla Darsena, ma venne distrutta durante i bombardamenti degli Alleati dopo quarant'anni dalla fondazione
Nell''85-'86 ci fu l'esordio nel campionato di Serie A2, da cui retrocesse nella stagione successiva. La formazione rosso-blu vi fece ritorno nel '92-'93 e nella stagione 2010-2011 disputa il suo 19º campionato consecutivo nella categoria.
Per celebrare i 100 anni di attività, nel 2009 la società ha pubblicato un calendario a scopo promozionale. Inoltre la città di Cagliari è stata scelta per ospitare il tredicesimo Campionato italiano di pallanuoto master.
Forte di molti risultati di pregio dei suoi tesserati nel nuoto e nel nuoto sincronizzato, la Rari Nantes è una delle società sportive più gloriose della Sardegna, al punto da guadagnarsi un posto nella toponomastica cittadina. 
Si chiamerà Pratzita-Piazzetta Società Rari Nantes e si troverà nella banchina di fronte agli uffici della Capitaneria, dove nel 1909 fu stabilita la sua prima sede venuta giù con le bombe.

## Onorificenze
- Collare d'oro al merito sportivo

2012
- Stella d'oro al merito sportivo[5]

## Rosa 2013-2014
| N° |                   | Ruolo | Giocatore        |
| -- | ----------------- | ----- | ---------------- |
|    | Russia (bandiera) | P     | Dimitri Dougin   |
|    | Italia (bandiera) | P     | Alberto Lai      |
|    | Italia (bandiera) | P     | Mauro Casile     |
|    | Italia (bandiera) | D     | Daniele Calli    |
|    | Italia (bandiera) | D     | Lorenzo Ricevuto |
|    | Italia (bandiera) | D     | Gabriele Pillola |
|    | Italia (bandiera) | D     | Andrea Rinaldi   |
|    | Italia (bandiera) | D     | Gianluca Collu   |
|    | Italia (bandiera) | D     | Luca Micheletto  |

| N° |                   | Ruolo | Giocatore           |
| -- | ----------------- | ----- | ------------------- |
|    | Italia (bandiera) | D     | Mattia Lucido       |
|    | Italia (bandiera) | CV    | Gaetano Del Giudice |
|    | Italia (bandiera) | CV    | Alessandro Farre    |
|    | Italia (bandiera) | A     | Andrea Diana        |
|    | Italia (bandiera) | A     | Alessandro Guidi    |
|    | Italia (bandiera) | A     | Riccardo Panico     |
|    | Italia (bandiera) | A     | Cristiano Panfoli   |
|    | Italia (bandiera) | CB    | Roberto Angius      |
|    | Italia (bandiera) | CB    | Simone Nicche       |

| Allenatore: | (?) |